# گادی‌باتور
گادی‌باتور (به مجاری:  Gagybátor) یک شهرداری در مجارستان است که در بورشود-آبااوی-زمپلن واقع شده‌است. گادی‌باتور ۱۸٫۷۷ کیلومتر مربع مساحت و ۲۳۸ نفر جمعیت دارد.